# 히로시마 전철 본선
히로시마 전철 본선(広島電鉄本線)은 히로시마 전철이 보유한 궤도 노선이다. 9호선을 제외하고 모든 계통이 노선 연장한다.

## 노선 정보
- 노선 거리(영업 킬로): 5.4km
- 궤간: 1435mm
- 전차 정류장수: 20(종점 포함. 가미야초니시·가미야초히가시를 다른 정류장으로서 계산)
- 복선 구간: 전선
- 전화 구간: 전선(직류 600V)

## 운행 형태
이하의 계통이 운행되고 있다.
■1호선
- 원칙으로, 히로시마역 - 핫초보리 - 가미야초히가시 - 미나미마치 6정목 - 히로시마항의 계통으로 운행
- 본선을 통과하는 구간은 히로시마 역 - 가미야초히가시간
- 원칙으로 3·5연접의 전철로 운행되지만,아침·저녁은 1차량으로도 운행된다.

■2호선
- 원칙으로, 히로시마 역 - 핫초보리 - 가미야초히가시·니시 - 원폭 돔 - 니시히로시마 - 히로덴 미야지마구치의 계통으로 운행
- 본선을 통과하는 구간은 히로시마 역 - 가미야초히가시·니시 - 니시히로시마역간
- 원칙으로 3·5연접의 전철로 운행되지만, 일부 2량 연결의 전철도 운행된다.

■3호선
- 원칙으로, 니시히로시마 - 원폭 돔 - 가미야초니시 - 미나미마치 6정목 - 히로시마항의 계통으로 운행(평일의 아침/저녁에는 미야지마 선직통 있음)
- 본선을 통과하는 구간은 히로덴 니시히로시마 - 가미야초니시간
- 원칙으로 1차량으로 운행되지만, 평일의 출퇴근 시간시는 3연접의 전철도 운행된다.

■5호선
- 원칙으로, 히로시마역 - 히지야마시타 - 미나미마치 6정목 - 히로시마항의 계통으로 운행(최종편은 미나미마치 6정목이다)
- 본선을 통과하는 구간은 히로시마 역 - 마토바초간
- 원칙으로 1차량으로 운행되지만, 평일의 출퇴근 시간시는 3연접의 전철도 운행된다.

■6호선
- 원칙으로, 히로시마 역 - 핫초보리 - 가미야초히가시·니시 - 원폭 돔 - 도카이치 - 후나이리 - 에바의 계통으로 운행
- 본선을 통과하는 구간은 히로시마 역 - 가미야초히가시·니시 - 도바시간
- 원칙으로 1차량으로 운행된다.

■7호선
- 원칙으로, 요코가와역 - 도카이치 - 가미야초니시 - 히로덴 앞의 계통으로 운행(평일의 아침에 요코가와역 발 히로시마항 행이 있다)
- 본선을 통과하는 구간은 도카이치 - 가미야초니시간
- 원칙으로 1차량으로 운행되지만, 평일의 출퇴근 시간시는 3연접의 전철도 운행된다.

■8호선
- 원칙으로, 요코가와 역 - 도카이치 - 후나이리 - 에바의 계통으로 운행
- 본선을 통과하는 구간은 도카이치 - 도바시간
- 원칙으로 1차량으로 운행되지만, 평일의 출근 시간시는 3연접의 전철도 운행된다.

## 역사
- 1912년 11월 23일 히로시마 역 앞(현재의 히로시마역) - 아오이 교(현재의 원폭 돔 앞)사이가 개통.
- 1912년 12월 8일 아오이 교 - 고이(현재의 히로덴 니시히로도)간이 개업해 전노선 개통.
- 1944년 12월 26일 혼가와쵸 - 도바시간의 루트를 사카이쵸 경유로부터 도카이치쵸 경유로 변경. 요코가와 선의 일부를 본선에 편입.
- 1962년 1월 10일 히로시마 역 앞 - 미야지마 선 히로덴 하쓰카이치간에서 직통 운전 개시.
- 1963년 5월 6일 미야지마 선 직통 운전 구간을 히로덴 미야지마(현재의 히로덴 미야지마구치)까지 연장.
- 1964년 9월 1일 - 9월 7일 오타가와 방수로 공사에 따라 간온마치 - 고이간의 노선을 이전.
- 2001년 4월 10일 히로시마 역 앞 - 원폭 돔 앞간의 운임을 기간 한정으로 120엔으로 가격 인하(당초의 반년간의 예정을 1년간으로 연장해 2002년 4월 9일까지 실시되었다).
- 2001년 11월 1일 고이를 히로덴 니시히로시마로 명칭 통일. 가미야초를 가미야초히가시와 가미야초니시로 나눈다.
- 2025년 8월 3일 엔코바시초 폐지

## 정류장 목록
※ 전 노선 히로시마현 히로시마시에 소재.
| 역 번호 | 정류장 명          | 정류장 일어명 | 역간 거리 | 영업 거리 | 운행 계통 | 운행 계통 | 운행 계통 | 운행 계통 | 운행 계통 | 운행 계통 | 운행 계통 | 운행 계통 | 접속 노선                                                                             | 소재지   |        |
| ------- | ------------------ | ------------- | --------- | --------- | --------- | --------- | --------- | --------- | --------- | --------- | --------- | --------- | ------------------------------------------------------------------------------------- | -------- | ------ |
| M1      | 히로시마역         | 広島駅        | -         | 0.0       |           |           |           |           |           |           |           |           | 서일본 여객철도 산요 신칸센 · 산요 본선 · 게이비 선                                   | 미나미구 |        |
| M3      | 마토바초           | 的場町        | 0.5       | 0.7       |           |           |           |           |           |           |           |           | 히로시마 전철 미나미 선 (히지야마 선)                                                 | 미나미구 |        |
| M4      | 이나리마치         | 稲荷町        | 0.3       | 0.8       |           |           |           |           |           |           |           |           |                                                                                       | 미나미구 |        |
| M5      | 가나야마초         | 銀山町        | 0.4       | 1.2       |           |           |           |           |           |           |           |           |                                                                                       | 미나미구 | 나카구 |
| M6      | 에비스초           | 胡町          | 0.2       | 1.4       |           |           |           |           |           |           |           |           |                                                                                       |          | 나카구 |
| M7      | 핫초보리           | 八丁堀        | 0.1       | 1.5       |           |           |           |           |           |           |           |           | 히로시마 전철 하쿠시마 선                                                             |          | 나카구 |
| M8      | 다치마치           | 立町          | 0.3       | 1.8       |           |           |           |           |           |           |           |           |                                                                                       |          | 나카구 |
| M9      | 가미야초히가시     | 紙屋町東      | 0.3       | 2.1       |           |           |           |           |           |           |           |           | 히로시마 전철 우지나 선 히로시마 고속 교통 아스트램 선 (겐초마에역)                   |          | 나카구 |
| M9      | 가미야초니시       | 紙屋町西      | 0.3       | 2.1       |           |           |           |           |           |           |           |           | 히로시마 전철 우지나 선 히로시마 고속 교통 아스트램 선 (겐초마에역)                   |          | 나카구 |
| M10     | 겐바쿠돔마에       | 原爆ドーム前  | 0.3       | 2.4       |           |           |           |           |           |           |           |           |                                                                                       |          | 나카구 |
| M11     | 혼카와초           | 本川町        | 0.4       | 2.8       |           |           |           |           |           |           |           |           |                                                                                       |          | 나카구 |
| M12     | 도카이치마치       | 十日市町      | 0.3       | 3.1       |           |           |           |           |           |           |           |           | 히로시마 전철 요코가와 선                                                             |          | 나카구 |
| M13     | 도바시             | 土橋          | 0.3       | 3.4       |           |           |           |           |           |           |           |           | 히로시마 전철 에바 선                                                                 |          | 나카구 |
| M14     | 고아미초           | 小網町        | 0.2       | 3.6       |           |           |           |           |           |           |           |           |                                                                                       |          | 나카구 |
| M15     | 덴마초             | 天満町        | 0.3       | 4.0       |           |           |           |           |           |           |           |           |                                                                                       | 니시구   |        |
| M16     | 간온마치           | 観音町        | 0.2       | 4.2       |           |           |           |           |           |           |           |           |                                                                                       | 니시구   |        |
| M17     | 니시칸온마치       | 西観音町      | 0.3       | 4.5       |           |           |           |           |           |           |           |           |                                                                                       | 니시구   |        |
| M18     | 후쿠시마초         | 福島町        | 0.3       | 4.7       |           |           |           |           |           |           |           |           |                                                                                       | 니시구   |        |
| M19     | 히로덴니시히로시마 | 広電西広島    | 0.7       | 5.4       |           |           |           |           |           |           |           |           | 히로시마 전철 미야지마 선 (일부 계통 직통) 서일본 여객철도 산요 본선 (니시히로시마역) | 니시구   |        |

- 전차 정류장 번호에 대해서, 「가미야초히가시」전차 정류장과 「가미야초니시」전차 정류장이 같은 번호인 것은 2001년 10월 31일까지 같은 명칭의 「가미야초」이었던 것에 의한다. 또한 명칭은 다르지만 지금도 동일로 간주해지고 있다.